# Zbiornik Cymlański
Zbiornik Cymlański (ros. Цимлянское водохранилище) – zbiornik wodny na rzece Don w obwodzie wołgogradzkim i obwodzie rostowskim. Powierzchnia 2 700 km², objętość 23,9 km³, długość 180 km, maksymalna szerokość 38 km, średnia głębokość około 8,8 m.
Powstał w związku z budową Cymlańskiej Elektrowni Wodnej. Prace rozpoczęto w 1948 roku, a zbiornik napełniono w latach 1952–1953.
Większe porty: Wołgodońsk i Kałacz.